# Maureen Flannigan
Maureen Osborne Flannagan (ur. 30 grudnia 1973 w Inglewood, Kalifornia) – amerykańska aktorka filmowa i telewizyjna.

## Filmografia
- Homecoming (2005) jako Ashley
- Dzień bez Meksykanów (Day Without a Mexican, A) (2004) jako Mary Jo Quintana
- Księga dni (Book of Days) (2004) jako Frankie Newhall
- Zapisane krwią (Written in Blood) (2002) jako Jude Traveller
- Boston Public (2000–2004) jako Holly Carpenter (gościnnie)
- Sukces za wszelką cenę (At any Cost) (2000) jako Chelsea
- Prawo i bezprawie (Law & Order: Special Victims Unit)  (1999) jako Louise (gościnnie)
- Push (1998) jako Erin Galway
- Żegnaj Ameryko (Goodbye America) (1997) jako Angela
- Więzy krwi (Kindred: The Embraced) (1996) jako Ruth Doyle (gościnnie)
- Siódme niebo (7th Heaven) (1996–2007) jako Shauna Sullivan (1998-2000) (gościnnie)
- She Fought Alone (1995) jako Abby
- Szalone wakacje (Last Resort (I)) (1994) jako Sonja
- Bonnie & Clyde 2 (Teenage Bonnie and Klepto Clyde) (1993) jako Bonnie
- Star Trek: Stacja kosmiczna (Star Trek: Deep Space Nine) (1993–1999) jako Mika (gościnnie)
- Przystanek Alaska (Northern Exposure) (1990–1995) jako 18-letnia Miranda (gościnnie)
- Nie z tego świata (Out of This World) (1987–1991) jako Evie Ethel Garland
- Autostrada do nieba (Highway to Heaven) (1984–1989) jako Sandy (gościnnie)